# آی‌سی ۳۴۲
آی‌سی ۳۴۲(به انگلیسی: IC 342) یک کهکشان مارپیچی متوسط است که در صورت فلکی زرافه قرار دارد. این کهکشان به گونه‌ای مایل است که استوای کهکشانی‌اش به سوی زمین است به همین دلیل دیدن آن بسیار مشکل است.
این کهکشان هسته H II دارد.